# 苏特里
苏特里（義大利語：Sutri），是意大利维泰博省的一个市镇。总面积60.85平方公里，人口6583人，人口密度108.2人/平方公里（2009年）。ISTAT代码为056049。